# Рафинерија уља Модрича
 
Рафинерија уља Модрича а.д. је босанско-херцеговачка рафинерија уља у Модричи, која послује као део ОПТИМА групе, у власништву Зарубежњефта. Од 2. октобра 2003. године, Рафинерија нафте Модрича је котирана на Бањалучкој берзи.

## Историја
Темељи данашње рафинерије уља у Модричи постављени су 10. маја 1954. године, када је мајстор Илија Панић отворио занатску хемијску радњу под називом Будућност, која је у то време производила паркет маст, товатну маст и маст за ципеле. Три године касније, радионица је променила назив у Боснахем-производња технике мазива Модрича.
Рафинерија уља у Модричи се интегрисала са Рафинеријом нафте у Босанском Броду 1. јануара 1961. године, чиме су створени услови за производњу првих моторних уља под називом OPTIMA и MAXIMA током 1964. године. Током 1970. године, Рафинерија нафте Модрича постала је део босанско-херцеговачке нафтно-хемијске индустрије ХЕНА, а у јануару 1973. године се интегрише са сарајевским Енергоинвестом.
Рат у Босни и Херцеговини зауставио је даљи развој рафинерије, током којег је причињена велика штета на свим материјалним средствима, где се укупна материјална штета процењена је на око 45 милиона марака, а сама производња мазива пала на само 1.000 до 2.000 тона годишње.

### Производи[2]
- Мазива и течности за возила и машине
- Мазива и течности за индустријска постројења
- Уља и течности за обраду метала
- Мазивне масти
- Био-програм

## Власништво
Рафинерија уља Модрича котира се на Бањалучкој берзи од 2. октобра 2003. године. У фебруару 2003. године, Влада Републике Српске потписала је уговор са руском нафтном компанијом Зарубежњефт о приватизацији Рафинерије нафте Брод и Рафинерије уља Модрича, за шта је руска компанија платила око 236 милиона КМ.
| Акционар                   | Удео (у %) |
| -------------------------- | ---------- |
| АД Нефтегазинкор           | 75,65%     |
| Нестро Петрол ад Бања Лука | 16,27%     |
| Мали акционари             | 8%         |